# Ängskär (Lemland, Åland)
Ängskär är en ö i Åland (Finland). Den ligger i Skärgårdshavet eller Ålands hav och i kommunen Lemland i landskapet Åland, i den sydvästra delen av landet. Ön ligger omkring 10 kilometer söder om Mariehamn och omkring 280 kilometer väster om Helsingfors.
Öns area är 10,6 hektar och dess största längd är 0,6 kilometer i sydöst-nordvästlig riktning. Ön höjer sig omkring 15 meter över havsytan.